# João Oreste Dalazen
João Oreste Dalazen (Getúlio Vargas, 12 de janeiro de 1953; Brasília, 05 de março de 2024) foi um magistrado brasileiro. Foi ministro do Tribunal Superior do Trabalho (TST) de 1996 a 2017, e presidiu a mesma instituição no biênio 2011-2013.

## Biografia
Formou-se em direito pela Universidade Federal do Paraná, onde posteriormente concluiu o mestrado e lecionou como professor assistente. Lecionou também na Pontifícia Universidade Católica do Paraná (PUC-PR), de 1986 a 1989, e na Universidade de Brasília (unB), de 2004 a 2012.
Foi procurador da Caixa Econômica Federal (CEF) entre 1978 a 1980, e foi aprovado em primeiro lugar em concurso público para o cargo de promotor de Justiça do Paraná em 1978, não tendo tomado posse.
Ingressou na magistratura trabalhista em 1980 como juiz do trabalho substituto, sendo promovido para o Tribunal Regional do Trabalho da 9ª Região em 1993.
Em 1996, foi nomeado para o cargo de ministro do Tribunal Superior do Trabalho pelo presidente Fernando Henrique Cardoso, em vaga destinada a magistrado de carreira. Foi corregedor-geral da Justiça do Trabalho (2007-2009), vice-presidente (2009-2011) e presidente (2011-2013) do tribunal, aposentando-se em 16 de novembro de 2017.
O anúncio de sua aposentadoria se deu após discussão com o então presidente do TST, Ives Gandra Filho, cujos atos na presidência foram alvo de críticas de Dalazen.
Foi membro da Academia Nacional de Direito do Trabalho e da Academia Paranaense de Letras Jurídicas.
Faleceu em 05 de março de 2024, em Brasília, aos 71 anos de idade.